# Botche Candé
Botche Candé (18 de Julho de 1955) é um político guineense, deputado eleito à Assembleia Nacional Popular na X Legislatura  e Ministro do Interior no governo liderado por Nuno Nabiam.

## Carreira política
Deputado do Partido para a Renovação Social na X Legislatuda e ex-membro do PAIGC. Em 2001, foi nomeado ministro de Estado e Conselheiro para Assuntos Religiosos do Presidente da República, Koumba Yalá. De 2002 a 2003, nomeado ministro de Comércio, Indústria, Turismo e Artesanato. Em 2009, nomeado novamente ministro de Comércio, Indústria, Turismo e Artesanato. Ministro de Aministração Interna no Governo de Domingos Simões Pereira, também fez parte do elenco de Baciro Djá como o Ministro de Estado, do Interior. Foi chamado novamente para desempenhar as mesmas funções no executivo de General Sissoco. Em Março de 2020 passou a ocupar o cargo de Ministro de Interior no governo de Nuno Nabiam.